# Tachytrechus ripicola
Tachytrechus ripicola är en tvåvingeart som beskrevs av Friedrich Hermann Loew 1857. Tachytrechus ripicola ingår i släktet Tachytrechus och familjen styltflugor. Arten är reproducerande i Sverige. Inga underarter finns listade i Catalogue of Life.